# ギュンター・ヨステン
ギュンター・ヨステン(ドイツ語: Günther Josten、1921年11月7日 - 2004年7月7日)は、ドイツの軍人。最終階級は、ドイツ国防軍空軍では中尉、ドイツ連邦軍空軍では大佐。第二次世界大戦では総撃墜数178機を記録したエース・パイロットであり、その戦功から柏葉付騎士鉄十字章を受章した。

## 経歴
1921年11月7日、ギュンター・ヨステンは牧師をしていたヨハネス・ヨステンの次男として生まれた。ボーディングスクールであるポルテに入学するが、後にナポラとなりそこで教育を受けた。1940年1月にドイツ国防軍空軍へ入隊し、1941年11月1日からは本格的な戦闘に参加するようになった。1942年8月末、独ソ戦を担当していた第51戦闘航空団(JG51、メルダース)第3飛行中隊へ配属された彼は、1943年2月23日に初の戦果を上げた。7月10日には8～10機を撃墜し、その3日後にはソ連の戦闘機Il-2を5機撃墜している。彼はその年の7月に19機、8月に30機の撃墜を記録した。翌月、彼はドイツ・フュルステンフェルトブルックに異動となり、再びJG51第3飛行中隊へ戻ってきたのは1944年2月3日のことであった。その2日後の2月5日、アメリカの攻撃機A-20を2機撃墜した功績から騎士鉄十字章受章に至り、曹長へ昇進した。
1944年5月2日、総撃墜数が90機となったヨステンは少尉へ昇進した。7月20日、彼は総撃墜数100機を記録したが、これはドイツ空軍のパイロットの中で85人目のことである。9月18日、JG51第3飛行中隊中隊長に就任。10月26日までに総撃墜数が139機を数え、1945年2月16日には150機に達した。3月28日、中尉となった彼は柏葉付騎士鉄十字章を受章した。4月18日、JG51第IV飛行隊飛行隊長に就任。その後、4月25日に撃墜した7機が彼にとっての最後の記録となった。
ヨステンは第二次世界大戦を通して、総出撃回数420回、総撃墜数178機を記録。一度も自身が撃墜されることはなかった。また、彼には兄・ラインハルト・ヨステンがいたが、彼もまたJG51に所属していた。しかし、兄・ラインハルトは1942年4月21日に戦死している。
戦後ドイツ連邦軍に再入隊したヨステンは、エーリヒ・ハルトマンの跡を継ぎ、第71戦闘航空団(JG71)司令に就任した。1981年3月31日退役。

## 叙勲
- 鉄十字章
  - 二級鉄十字勲章1939年章(1943年4月4日)[2]
  - 一級鉄十字勲章1939年章(1943年7月12日)[2]
- 空軍名誉杯 (1943年8月31日)[3]
- ドイツ十字章
  - ドイツ十字章金章 (1943年10月17日)[4]
- 騎士鉄十字章
  - 騎士鉄十字章 (1944年2月5日)[5][注釈 1]
  - 柏葉付騎士鉄十字章 (1945年3月28日)[6][7]